# Hidroniojarosita
La hidroniojarosita és un mineral de la classe dels sulfats que pertany al grup de l'alunita. Rep el seu nom en al·lusió a la seva composició que conté el catió oxoni dominant (H₃O+), anomenat antigament hidroni, i la seva relació amb la jarosita.

## Característiques
La hidroniojarosita és un sulfat de fórmula química (H₃O)Fe3+
3(SO₄)₂(OH)₆. Cristal·litza en el sistema trigonal en forma de plaques microscòpiques o romboedres; també pot ser reniforme, escamosa o terrosa. La seva duresa a l'escala de Mohs és d'entre 4 a 4,5.
Segons la classificació de Nickel-Strunz, la hidroniojarosita pertany a «07.BC: sulfats (selenats, etc.), amb anions addicionals, sense H₂O, amb cations de mida mitjana i gran», juntament amb els minerals següents: d'ansita, alunita, amonioalunita, amoniojarosita, argentojarosita, beaverita-(Cu), dorallcharita, huangita, jarosita, natroalunita-2c, natroalunita, natrojarosita, osarizawaïta, plumbojarosita, schlossmacherita, walthierita, beaverita-(Zn), ye'elimita, atlasovita, nabokoïta, clorotionita, euclorina, fedotovita, kamchatkita, piypita, klyuchevskita, alumoklyuchevskita, caledonita, wherryita, mammothita, linarita, schmiederita, munakataïta, chenita, krivovichevita i anhidrocaïnita.

## Formació i jaciments
La hidroniojarosita es forma a les zones oxidades de roques que contenen sulfurs i pateixen una ràpida meteorització; també pot ser de formació post-minera. És un membre relativament poc comú del grup de l'alunita perquè l'abundància omnipresent d'ions alcalins a les aigües superficials normalment impedeix la seva estabilitat. Les seves dues localitats tipus es troben a la Baixa Silèsia (Polònia): la mina Thorez, al Districte de Wałbrzych i la mina Staszic, a Rudki (Świętokrzyskie). També ha estat descrita a l'Antàrtida, Alemanya, Austràlia, Àustria, Bèlgica, el Canadà, els Estats Units, Finlàndia, França, Grècia, Groenlàndia, Hongria, l'Iran, Irlanda, Itàlia, el Marroc, Mèxic, altres indrets de Polònia, el Regne Unit, la República Txeca, Romania, Xile, Xipre i Mart. Sol trobar-se associada amb altres minerals com: melanterita i goethita.